# Кузино (Первоуральський міський округ)
Ку́зино (рос. Кузино) — селище у складі Первоуральського міського округу Свердловської області.
Населення — 2854 особи (2010, 3267 у 2002).
До 21 липня 2004 року селище мало статус селища міського типу.